# لوحة حيوانية

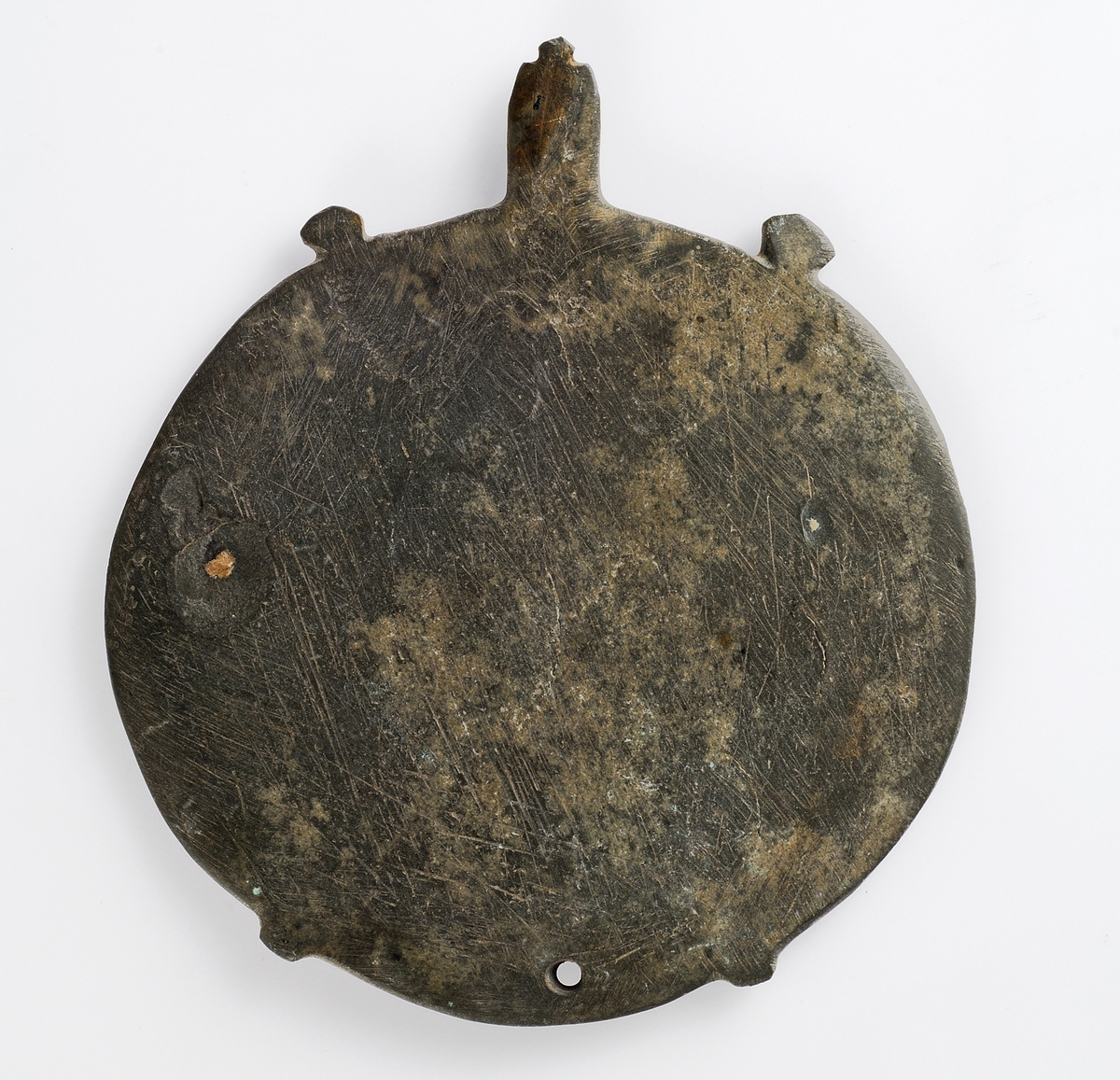
لوحة تجميل على شكل سلحفاة نيلية

لوحة حيوانية هي نوع من لوحات التجميل التي تم صنعها خلال عصر ما قبل الأسرات في مصر القديمة. تم العثور على اللوحات في مواقع الدفن، على سبيل المثال أبيدوس في النصف الثاني من الألفية الرابعة قبل الميلاد.

## ملخص

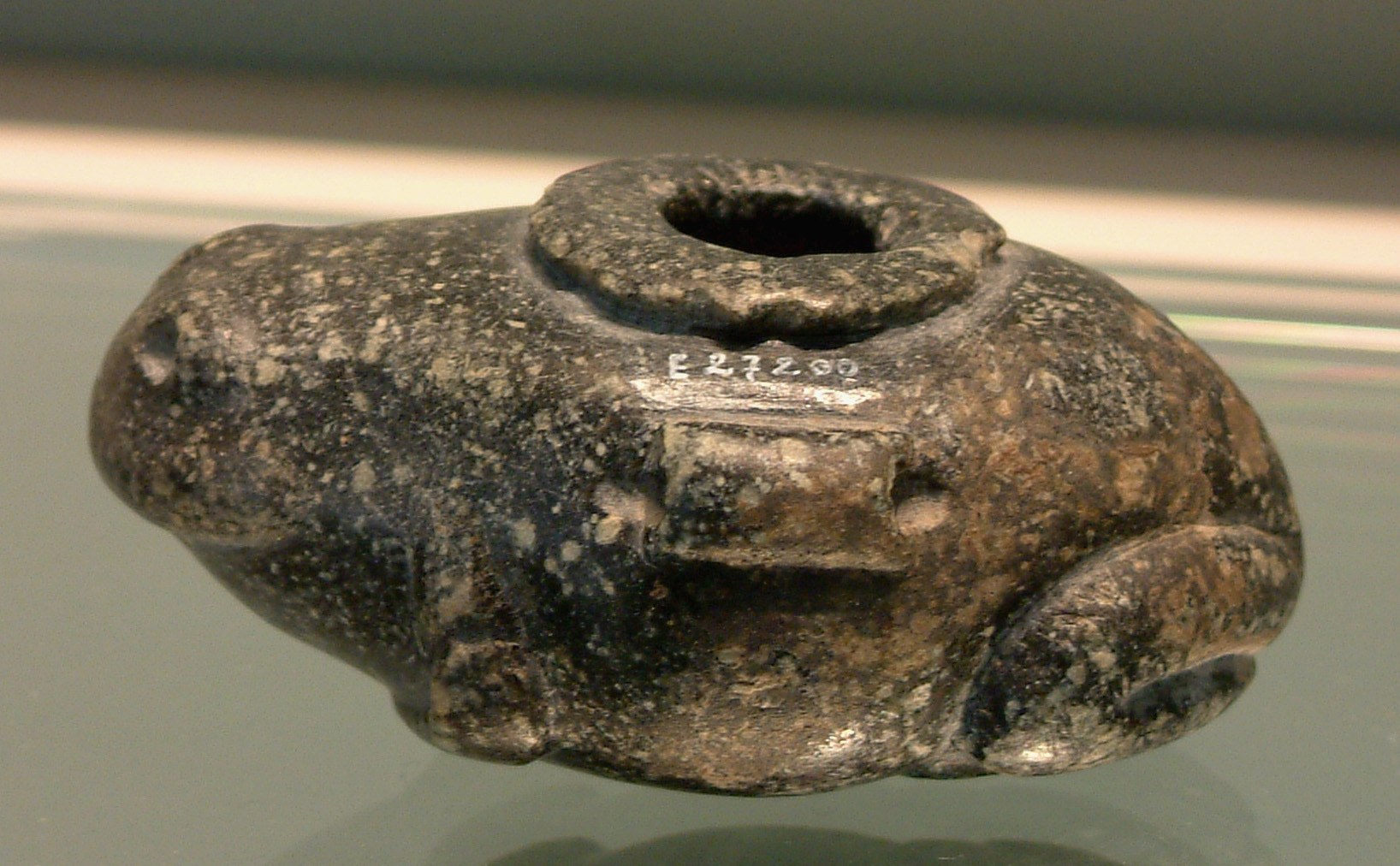
مثال على وعاء حيواني محفور

يشير مصطلح الحيوانية، أو نمط الحيوان، إلى اللوحة المصنوعة على شكل الحيوان المصور. بعض الأمثلة على قطع متشابهة الشكل مصنوعة في الفخار، وتحديداً أوعية حجرية محفورة على شكل حيواني.
من الأمثلة على أنواع الحيوانات الممثلة السلاحف والأسماك وفرس النهر والتماسيح والبط والفيلة.
تتميز العديد من الأمثلة بتطعيمات الصدفة التي تمثل عيون الحيوان. التفاصيل الأخرى للحيوان، مثل الزعانف على سمكة، كانت تُصوَّر بشكل شائع أيضًا مع الشقوق. تحتوي بعض اللوحات على فتحات تعليق. في فترة نقادة الثانية، يُترك مركز هذه اللوحات ذات الزخارف الحيوانية دائمًا خاليًا من الزخرفة لتسهيل الاستخدام الوظيفي للقطعة. تتميز بعض الأمثلة بوجود مراكز مهترئة وتالفة، فضلاً عن تلطيخها من الصبغة، نظرًا لتاريخ استخدامها الطويل، وربما على مدى عدة أجيال. يبدو أن نوع لوح التجميل الحيواني يتبع إنشاء نوع لوحة مستحضرات التجميل المعينية.
أصبحت اللوحات على شكل درع شائعة بشكل خاص حوالي 3400 قبل الميلاد واستمر صنعها حتى نهاية عصر ما قبل الأسرات، بعد حوالي 400 عام. في الجزء العلوي من الدرع، غالبًا ما قام عمال الحجر بنحت رؤوس طيور منمنمة بشكل جانبي، وكانت وجوههم مائلة عن بعضها البعض وأعينهم مزينة بصدف النعام. ومع ذلك، فإن أكثر لوحات التجميل المحببة في مصر هي تلك المنحوتة بالكامل كحيوانات. من العديد من الأشكال الحيوانية المعروفة، السلاحف، والطيور والسمكة الهيمنة، كل منحوتة كما لو كانت في صورة ظلية وسهلة باستثناء التفاصيل أو العين الخفيفة الفردية. في الواقع، تشبه العديد من اللوحات موضوعها بطريقة بدائية للغاية؛ بعض الأسماك ، على سبيل المثال، تم نحتها على شكل أشكال بيضاوية أساسية مع أدنى تلميح لزعنفة الذيل. بعضها بدائي لدرجة أنك تتساءل عما إذا كان علماء المصريات على حق في تحديدهم كسمكة على الإطلاق. نوع السلحفاة المهروسة (فئة غير معترف بها أكاديميًا) جذابة بشكل خاص بسبب جاذبيتها: منحوتة على شكل أشكال بيضاوية سمينة مع صغار، أجسامها تعلوها رؤوس القرفصاء ذات العيون المنتفخة. تم نحت لوحات الحيوانات الأخرى، وخاصة تلك التي تمثل الطيور، لتبدو ممتلئة الجسم، مما يتيح لأصحابها مساحة واسعة لطحن الصبغة عليها.

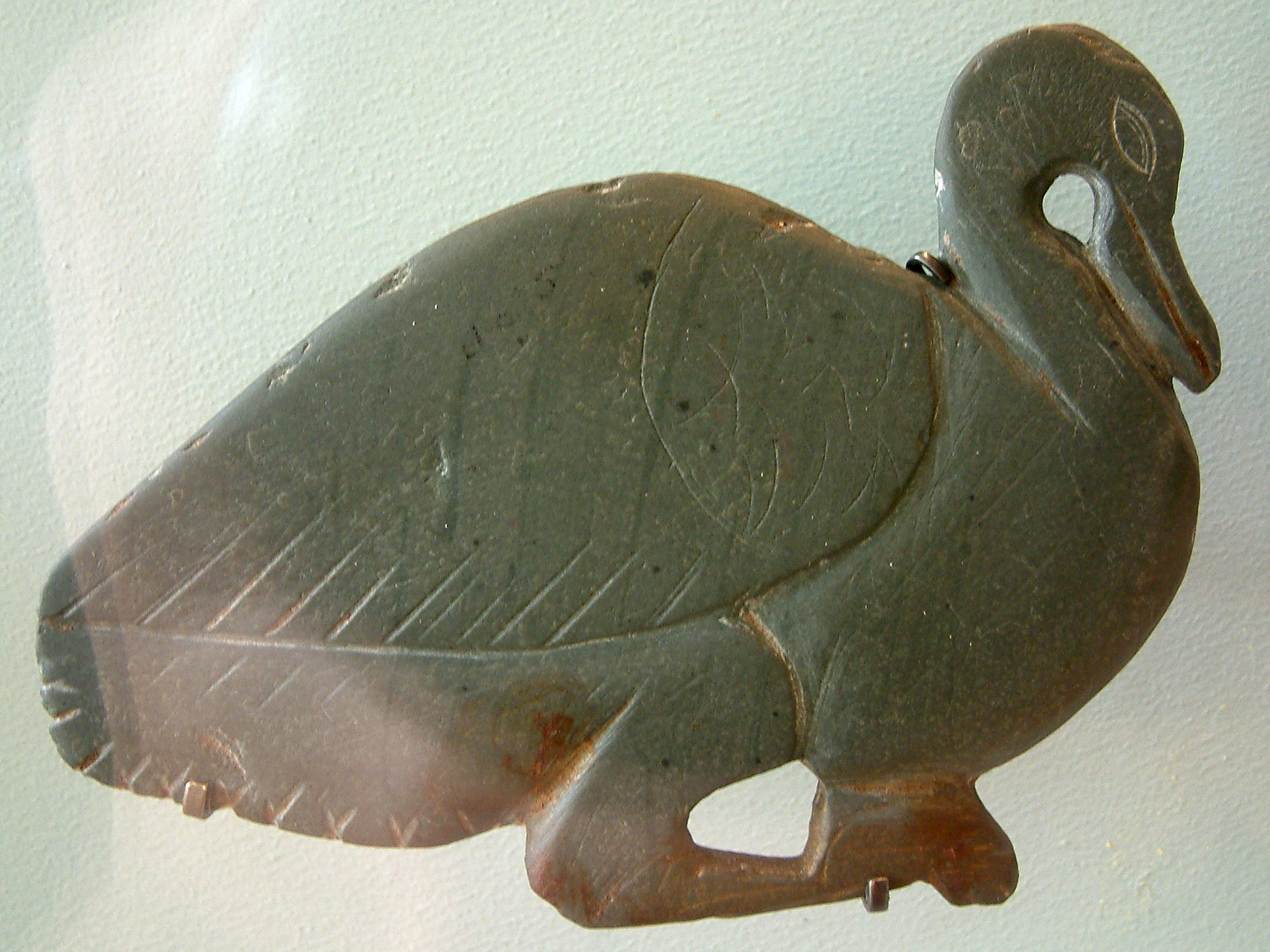
بطة-(أوزة)
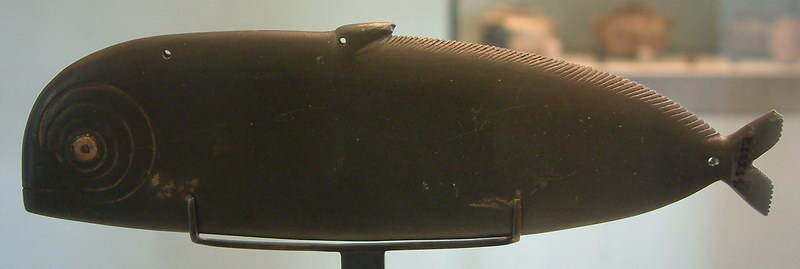
سمكة
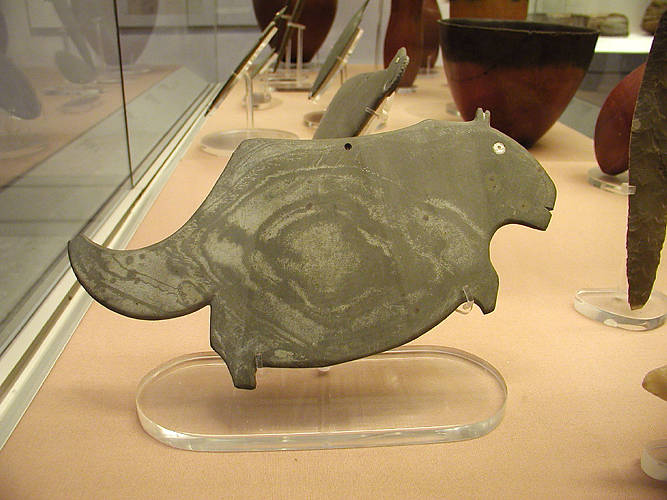
فرس النهر
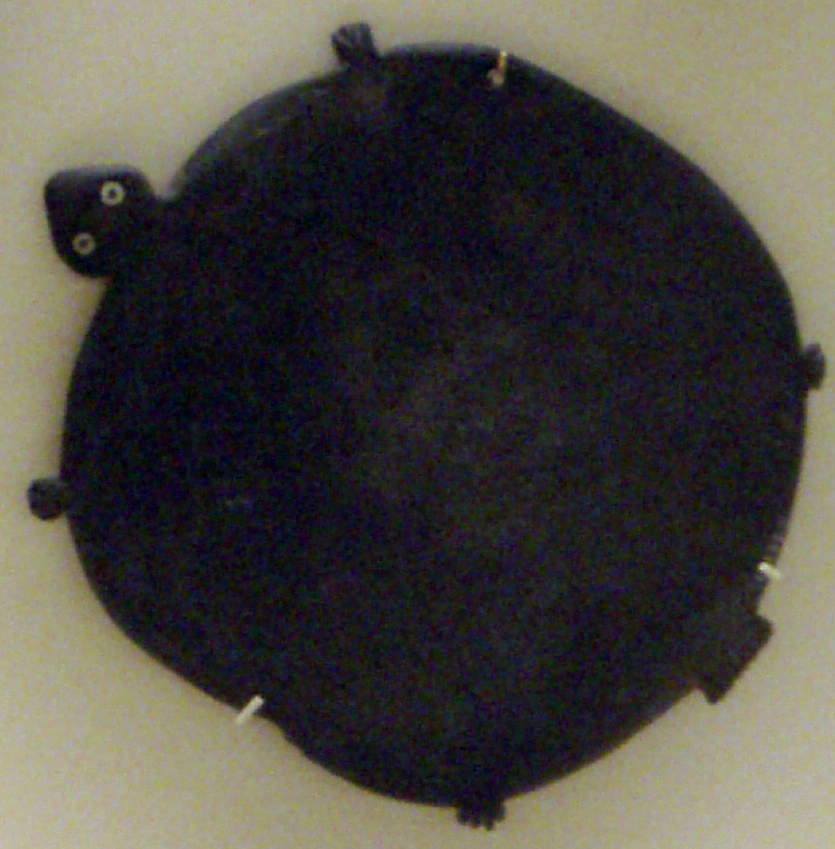
سلحفاة
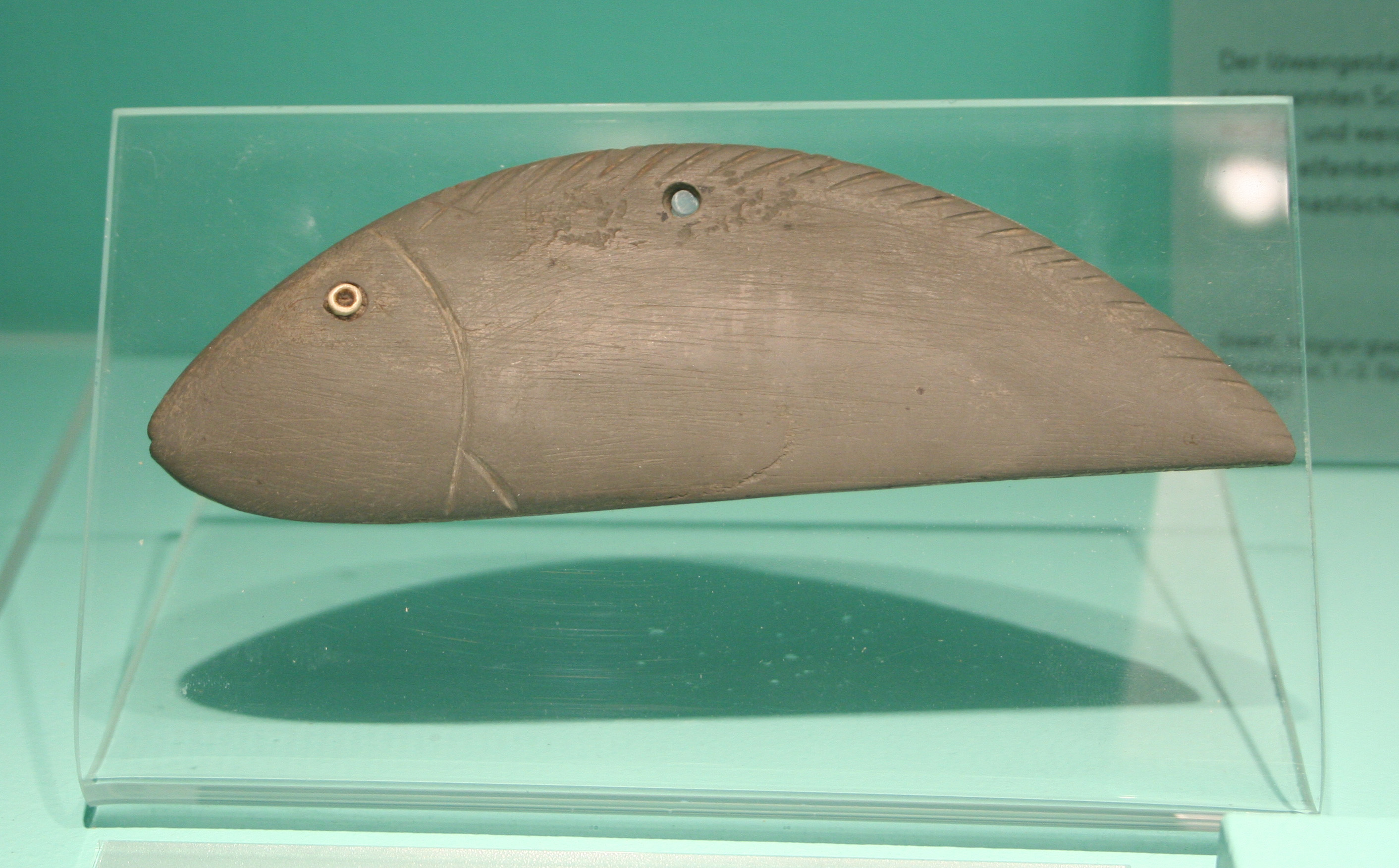
سمكة
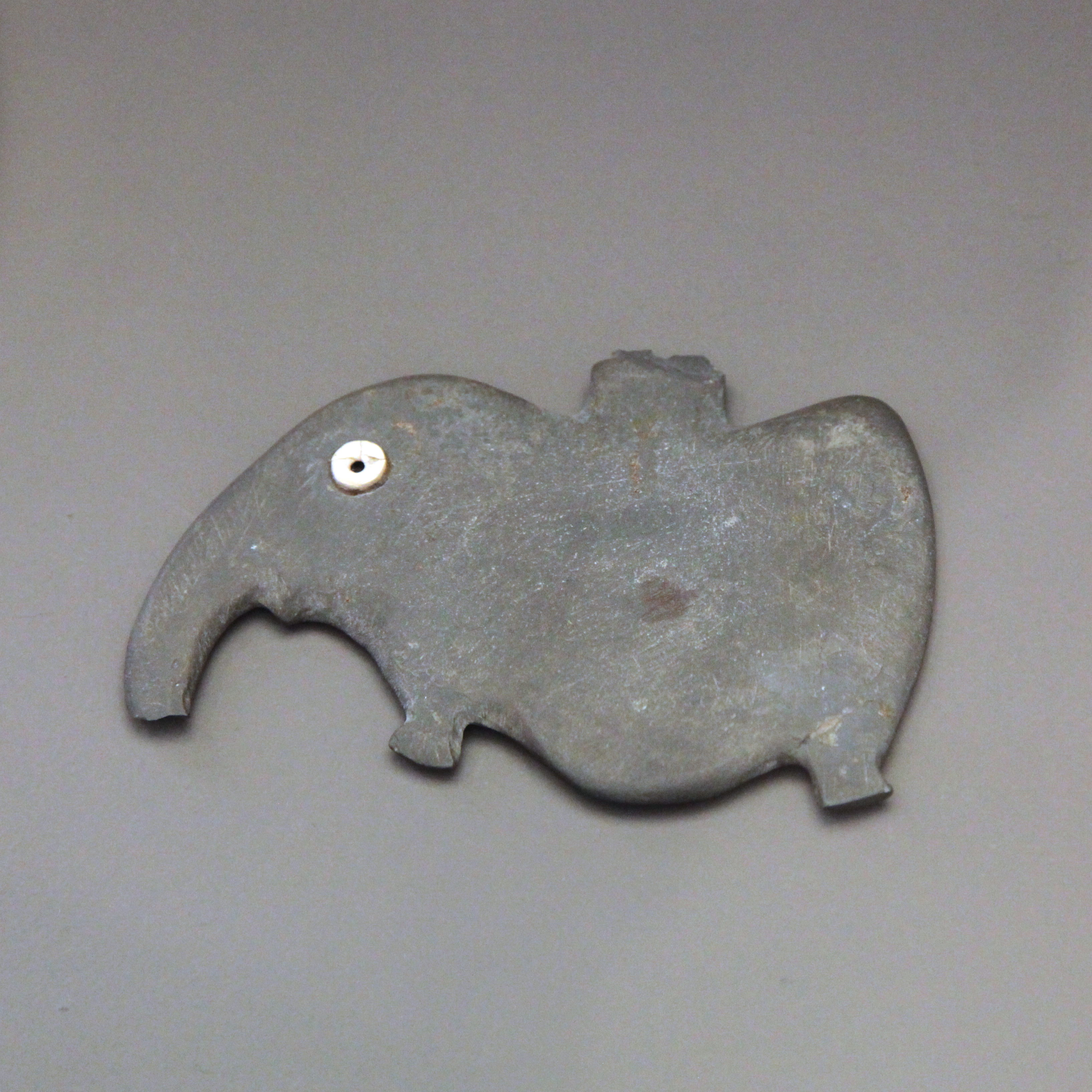
فيل
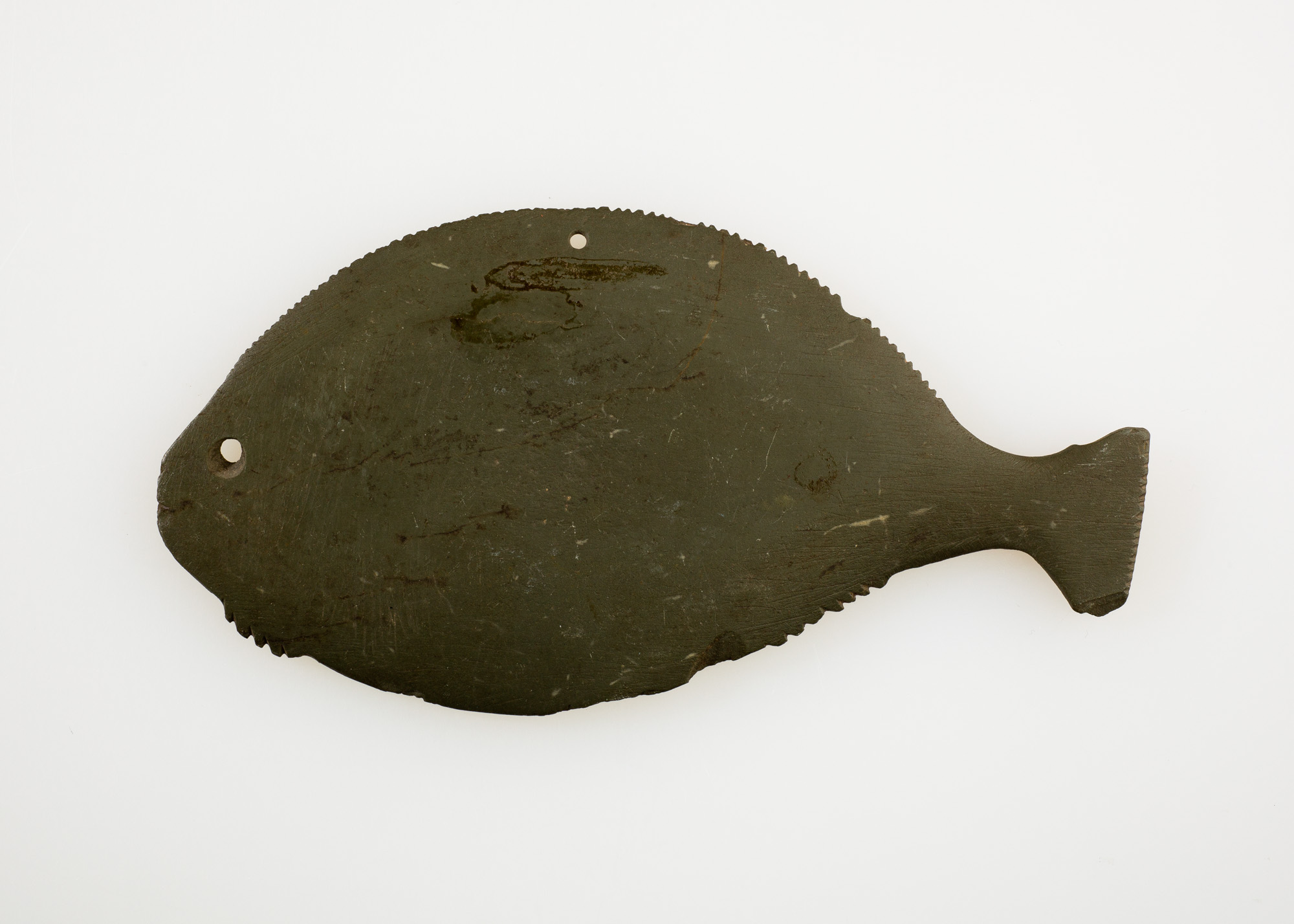
سمكة
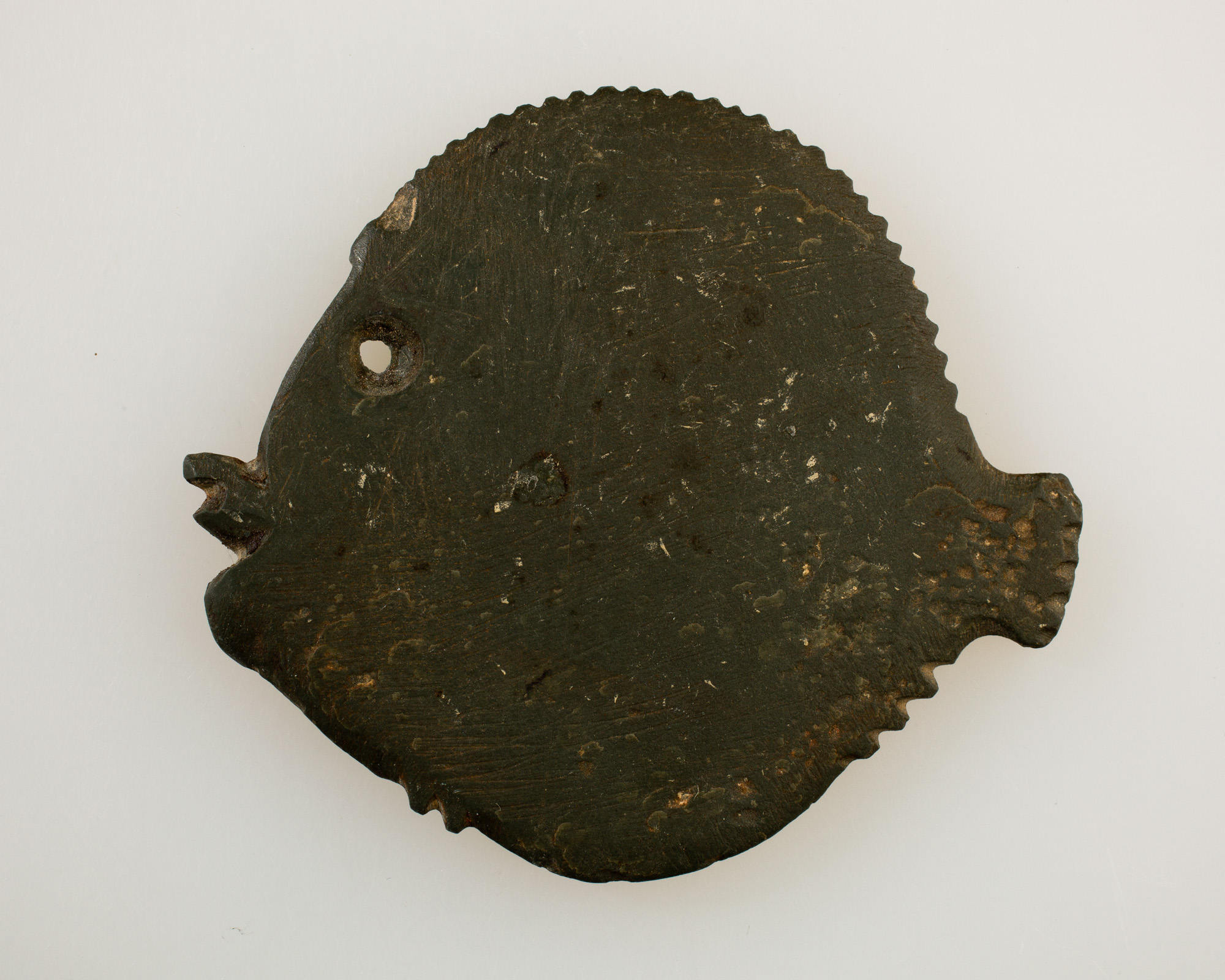
سمكة